# Comatacta tricincta
Comatacta tricincta là một loài ruồi trong họ Tachinidae.